# Jacques Camus de Pontcarré
Pour les articles homonymes, voir Camus de Pontcarré, Camus et Pontcarré.
Jacques Camus de Pontcarré, mort en novembre 1650 au château de Fleuré, est un évêque de Séez français du XVIIe siècle.

## Biographie
Jacques Camus de Pontcarré est nommé coadjuteur de l'évêque de Sées le 17 janvier 1613 et le même jour évêque titulaire de Coronea (de). Il succède à Jacques Suares sur le siège épiscopal de Sées le 30 mai 1614 et il est consacré en août suivant par Henri de Gondi l'évêque de Paris. Dès qu'il a pris possession de son siège, il convoque ses calendes et publie divers statuts. Ayant confirmé le changement ordonné par Jacques Suares du bréviaire diocésain en celui de Rome, il fait paraître un propre des saints du diocèse de Séez, et quelques années après un rituel. Camus travaille à la réforme de l'abbaye d'Almenêches, forme une maison de missionnaires et augmente l'hôpital de Séez. Il entreprend de grands travaux pour la réparation du château de Fleuré, de l'évêché, et surtout de sa cathédrale. C'est en partie par ses soins que s'élèvent dans le diocèse le séminaire de Séez, le collège des jésuites à Alençon, les maisons des capucins à Falaise, à Argentan et à Mortagne; celles des ursulines et des filles de Notre-Dame à Alençon, un prieuré de bénédictines à Exmes et un second à Argentan.